# Drefféac
Drefféac är en kommun i departementet Loire-Atlantique i regionen Pays de la Loire i nordvästra Frankrike. Kommunen ligger i kantonen Saint-Gildas-des-Bois som tillhör arrondissementet Saint-Nazaire. År 2022 hade Drefféac 2 288 invånare.

## Befolkningsutveckling
Antalet invånare i kommunen Drefféac
| Referens: INSEE |